# Deutsches Meisterschaftsrudern 1985
Das 96. Deutsche Meisterschaftsrudern wurde 1985 in München ausgetragen. Im Vergleich zum Vorjahr wurden im Wettkampfprogramm Änderungen vorgenommen, so wurden erstmals Medaillen im Leichtgewichts-Doppelzweier der Frauen vergeben. Des Weiteren wurde der Doppelvierer bei den Frauen erstmals ohne Steuerfrau ausgetragen.
Somit wurden insgesamt Medaillen in 21 Bootsklassen vergeben, davon 14 bei den Männern und 7 bei den Frauen.

## Medaillengewinner

### Männer
| Bootsklasse                           | Gold | Silber | Bronze |
| ------------------------------------- | --- | --- | --- |
| Einer                                 | Peter-Michael Kolbe (Alster-RV Hanseat) | Hartmut Reinke (RK Normannia Braunschweig) | Peter Saborowsky (Der Hamburger und Germania RC) |
| Doppelzweier                          | RV Ingelheim 1920 Albert Hedderich Michael Dürsch | Rgm. RG München 1972 / RTHC Bayer Leverkusen Ralph Thienel Andreas Schmelz | Rgm. IGOR Offenbach / RC Allemannia von 1866 Francisco Marban Wolfgang Neuwerk |
| Zweier ohne Steuermann                | TV 1877 Essen-Kupferdreh Frank Evers Ansgar Wessling | Rgm. Osnabrücker RV / Berliner RK Brandenburgia Thomas Möllenkamp Wolfgang Maennig | Rgm. Rvg. Hellas-Titania Berlin / RC Tegel 1886 Thomas Greczmiel Dirk Körner |
| Zweier mit Steuermann                 | Rgm. ETuF Essen / Steeler RV Volker Zimmnau Jochen Berger Martin Ruppel (Stm.) | Rgm. Hannoverscher RC von 1880 / Deutscher RC von 1884 / RC Tegel 1886 Frank Richter Roland Baar Manfred Klein (Stm.) | Rgm. Neusser RV / WSV Honnef Bernhard Spanke Kuno Höhmann Jörg Dederding (Stm.) |
| Doppelvierer                          | Rgm. RV Ingelheim 1920 / Berliner RC Welle-Poseidon / Der Hamburger und Germania RC Michael Lipok Peter Saborowsky Albert Hedderich Michael Dürsch | Rgm. RG München 1972 / RC Lindau / Ludwigshafener RV von 1878 / Ulmer RC Donau Andreas Colli Bernd Bannasch Frank Schäfer Alfred Brandl | Ulmer RC Donau Joachim Bischoff Bernhard Gruber Dirk Faralisch Guido Knappe |
| Vierer ohne Steuermann                | Rgm. RC Hansa von 1898 / RC Witten Norbert Keßlau Volker Grabow Jörg Puttlitz Guido Grabow | Würzburger RG Bayern Michael Twittmann Hermann Greß Dieter Göpfert Frank Dietrich | Rgm. RV Hellas-Titania Berlin / RC Tegel 1886 / Berliner RK Brandenburgia Wolfram Jakszt Dirk Körner Thorsten Jüterbock Thomas Greczmiel |
| Vierer mit Steuermann                 | Rgm. RC Hansa von 1898 / RV Blankenstein / RG Benrath / TVK Essen / RK am Baldeneysee Georg Bauer Stefan Scholz Armin Eichholz Ingo Wieneke Frank Hasselkuß (Stm.) | Rgm. Hannoverscher RC von 1880 / Mannheimer RC von 1875 / RC Tegel 1886 Frank Schütze Wolfram Thiem Christoph Weichsler-Fricke Achim Fischer Manfred Klein (Stm.) | Rgm. RC Hansa von 1898 / RC Westfalen Herdecke / RV Rauxel / RG Benrath Volker Kioschis Matthias Mellinghaus Bahne Rabe Eckhard Schultz Harald Sudkamp (Stm.) |
| Achter                                | Rgm. RC Hansa von 1898 / RC Witten / RK am Baldeneysee / RG Benrath / RV Blankenstein / TV 1877 Essen-Kupferdreh Georg Bauer Jörg Puttlitz Armin Eichholz Volker Grabow Stefan Scholz Norbert Keßlau Ingo Wieneke Holger Piontek Frank Hasselkuß (Stm.)                                                                   | Rgm. RC Hansa von 1898 / RC Westfalen Herdecke / RV Rauxel / Tübinger RV Fidelia / RG Benrath Philipp Blome Eckhard Schultz Matthias Mellinghaus Stephan Gutbrod Bahne Rabe Volker Kioschis Thomas Domian Jörg Wiencke Harald Sudkamp (Stm.)                                 | Rgm. Würzburger RG Bayern / TV 1877 Essen-Kupferdreh / ETuF Essen / Steeler RV / RC Tegel 1886 Frank Evers Ansgar Wessling Volker Zimmnau Jochen Berger Michael Twittmann Hermann Greß Dieter Göpfert Frank Dietrich Manfred Klein (Stm.)                        |
| Leichtgewichts-Einer                  | Christian-Georg Warlich (RV Blankenstein) | Gerd Naujoks (RV Hoya von 1926) | Reinhard Schlagowsky (Rendsburger RV) |
| Leichtgewichts-Doppelzweier           | Rgm. Kölner RV von 1877 / Würzburger RV von 1875 Hartmut Schäfer Roland Ehrenfels | RC Westfalen Herdecke Dirk Habermann Uwe Habermann | RC Traben-Trarbach 1881 Holger Hill Peter Müller |
| Leichtgewichts-Zweier ohne Steuermann | Rgm. RG Hansa Hamburg / Bremer RV von 1882 Sebastian Franke Gerd Meyer | RV Emscher Klaus Altena Roland Arend | Rgm. Karlsruher RV Wiking / Tübinger RV Fidelia Uwe Bender Herbert Rapp |
| Leichtgewichts-Doppelvierer           | Rgm. Lübecker RG von 1885 / Lübecker RK / RK Flensburg / RK Normannia Braunschweig Björn Gehlsen Michael Krüger Jürgen Jung Bernhard Stomporowski | Rgm. RK am Wannsee / RG Wiking Berlin Frank Adameit Eric Zimmermann Helge Saeger Olaf Strauß | Rgm. ARC Würzburg / RC Traben-Trarbach 1881 Holger Hill Peter Müller Edgar Werner Klaus Pfuhl |
| Leichtgewichts-Vierer ohne Steuermann | Rgm. RK am Baldeneysee / WSV Meppen / RC Undine Radolfzell / Tübinger RV Fidelia Alwin Otten Frank Rogall Thomas Jäckel Wolfgang Birkner | Rgm. RG München 1972 / Münchener RC von 1880 / RC Aschaffenburg von 1898 Ralf Stapelfeld Wolfgang Simon Andreas Opel Peter Hadamek | Siegburger RV 1910 Wolfgang Stöcker Günter Raderschadt Arnd Wellershaus Erik Ring |
| Leichtgewichts-Achter                 | Rgm. RC Westfalen Herdecke / Würzburger RV von 1875 / Kölner RV von 1877 / WSV Meppen / RK am Baldeneysee / RC Undine Radolfzell / Tübinger RV Fidelia / Würzburger RG Bayern Uwe Habermann Dirk Habermann Roland Ehrenfels Hartmut Schäfer Alwin Otten Frank Rogall Thomas Jäckel Wolfgang Birkner Rudolf Ziegler (Stm.) | Rgm. RG Hansa Hamburg / Bremer RV von 1882 / RV Blankenstein / Frankfurter RG Germania 1869 / Mainzer RG 1898 / RC Nassovia Höchst Rüdiger Dingeldey Thomas Güntermann Stefan Ehrhard Detlef Glitsch Udo Hennig Gerd Meyer Sebastian Franke Andreas Hobler Thomas Alt (Stm.) | Rgm. Kölner RV von 1877 / RG Benrath / RTHC Bayer Leverkusen / Siegburger RV 1910 / Dormagener RG Bayer / Bonner RG / WSV Honnef Thomas Palm Roland Ladermann Gregor Dzialas Ulf Ladermann Oliver Fröhler Markus Peter Frank Spehl Bert Bauer Lutz Christ (Stm.) |

### Frauen
| Bootsklasse                 | Gold | Silber | Bronze                                                                                                  |
| --------------------------- | --- | --- | --- |
| Einer                       | Heidi Attenberger (Passauer Ruderverein von 1874) | Uta Kutz (Erster Kieler RC von 1862)                                                                                                  | Walburga Elfert (RV Oberhausen)                                                                         |
| Doppelzweier                | Heidelberger RK 1872 Claudia Fachinger Kristiane Zimmer | Rgm. Ulmer RC Donau / RV Waldsee Monika Fenker Karen Hogrebe                                                                          | Kölner RV von 1877 Ines Gronwald Martina Kubicki                                                        |
| Zweier ohne Steuerfrau      | RV Saar Undine Heike Neu Elke Riesenkönig | Rgm. Karlsruher RV Wiking / RG Kreuznach Gundula Helmrath Michaela Schemmerer                                                         | Rgm. Hannoverscher RC von 1880 / Dormagener RG Bayer Annette Wolter Kerstin Rehders                     |
| Doppelvierer                | Rgm. Kölner RV von 1877 / Bremerhavener RV von 1889 / RV Ingelheim 1920 / Erster Kieler RC Anne Dickmann Meike Holländer Uta Kutz Maria Dürsch                                                   | Heidelberger RK 1872 Ina Rothe Christina Ulsenheimer Claudia Fachinger Kristiane Zimmer                                               | Rgm. RV an den Teichwiesen / Harburger RC Adelheid Urbach Irene Gewecke Maren Lange Swantje Gottesleben |
| Vierer mit Steuerfrau       | Rgm. Hannoverscher RC von 1880 / SV Polizei Hamburg / Duisburger RV / Dormagener RG Bayer / Frauen-RC Wannsee Kerstin Rehders Annette Wolter Ellen Becker Iris Völkner Kathrien Plückhahn (Stf.) | Rgm. RV an den Teichwiesen / Hamburger RC von 1925 Sabine Wilhelmi Claudia Delorme Dorothea Lyss Corinna Struck Regina Lahmann (Stf.) | Keine weiteren Boote am Start.                                                                          |
| Leichtgewichts-Einer        | Heidi Attenberger (Passauer Ruderverein von 1874) | Ute Zobeley (Karlsruher RV Wiking) | Andrea Dittmeier (RC Zellingen)                                                                         |
| Leichtgewichts-Doppelzweier | Rgm. Frauen-RV Freiweg Frankfurt / Heidelberger RK 1872 Claudia Engels Evelyn Herwegh | Rgm. RV an den Teichwiesen / Hannoverscher RC von 1880 Alrun Urbach Brigitte Hellmers                                                 | Rgm. RC Westfalen Herdecke / Hanauer RG 1879 Sonja Petri Monika Wolf                                    |